# Либфрауэнмюнстер (Ингольштадт)
Либфрауэнмюнстер (нем. Liebfrauenmünster, полное название — нем. Münster Zur Schönen Unserer Lieben Frau, то есть Собор Пресвятой Богородицы) — католическая церковь в Ингольштадте, относящаяся к епархии Айхштетта. Термин «мюнстер» в данном случае относится не к типу монастырских церквей, а дано за счёт больших размеров здания.

## История
В начале XV веке на месте Либфрауэнмюнстера находилась деревянная церковь, которая в 1407 году стала центром Верхнего прихода Ингольштадта, отделённого от прихода церкви Святого Маврикия, именовавшегося впоследствии Нижним. Строительство каменного позднеготического здания церкви началось в 1425 году, о чём свидетельствует надпись о закладке первого камня на юго-восточном портале. Средства на строительства выделил герцог Людвиг VII Бородатый из династии Виттельсбахов, пожелавший быть здесь похороненным. В 1438 году он подарил приходу чтимый образ Богородицы, который впоследствии дал название церкви — Прекрасной Богоматери (нем. Schönen Unserer Lieben Frau). В 1441 году герцог сделал пожертвование на основание приюта, способного вместить 1000 бедняков, которые, в свою очередь, должны были молиться о спасении его души. Однако приют так и не был создан, а сам Людвиг VII был впоследствии заключен в тюрьму своим сыном Людвигом VIII и похоронен в монастыре Райтенхаслах.
Строительство церкви из-за войн и безденежья проводилось поэтапно и растянулось на столетие. Дополнительный импульс к завершению строительства дало письмо поддержки от Папы Римского Иннокентия VIII от 14 августа 1487 года. Согласно этому письму, гражданам, внесшим пожертвования эквивалентные суточным расходам на строительства церкви, разрешалось есть молоко, масло и сыр в постные дни, что в то время было запрещено. В 1503 году началось возведение сводов над центральным нефом, к 1510 году были сооружены боковые капеллы, и в 1525 году строительство было завершено.
В возведении церкви принимали участие несколько архитекторов, среди которых Ханс Ротталер, Фридрих Шпис, Эрхард Гейденрайх и Ульрих Гейденрайх. Две колокольни, которые планировались высотой 86 метров и должны были иметь остроконечные шпили, так и не были достроены из-за финансовых трудностей, и их итоговая высота составила 62 и 69 метров. В настоящее время в южной колокольне висят семь колоколов, самый древний из которых, под названием «Фермер», был отлит в 1408 году. Самыми новыми являются три колокола «Ангел», «Питер Канисиус» и «Вальбурга», отлитые в 1956 году Фридрихом Вильгельмом Шиллингом в Гейдельберге. Ещё один колокол висит в сигнатурке над нефом.
В 1429 году церковь стала духовным центром существовавшего с 1392 по 1447 год Баварско-Ингольштадтского герцогства, внутри которой находились династические захоронения правителей. С 1472 года церковь была приписана к образованному Ингольштадтскому университету и до 1800 года была связана с богословской профессурой. В 1947 году постановлением епископ Михаэля Ракля церкви присвоено название «мюнстер», после чего в официальном церковном употреблении она называется Либфрауэнмюнстер (то есть Собор Пресвятой Богородицы).

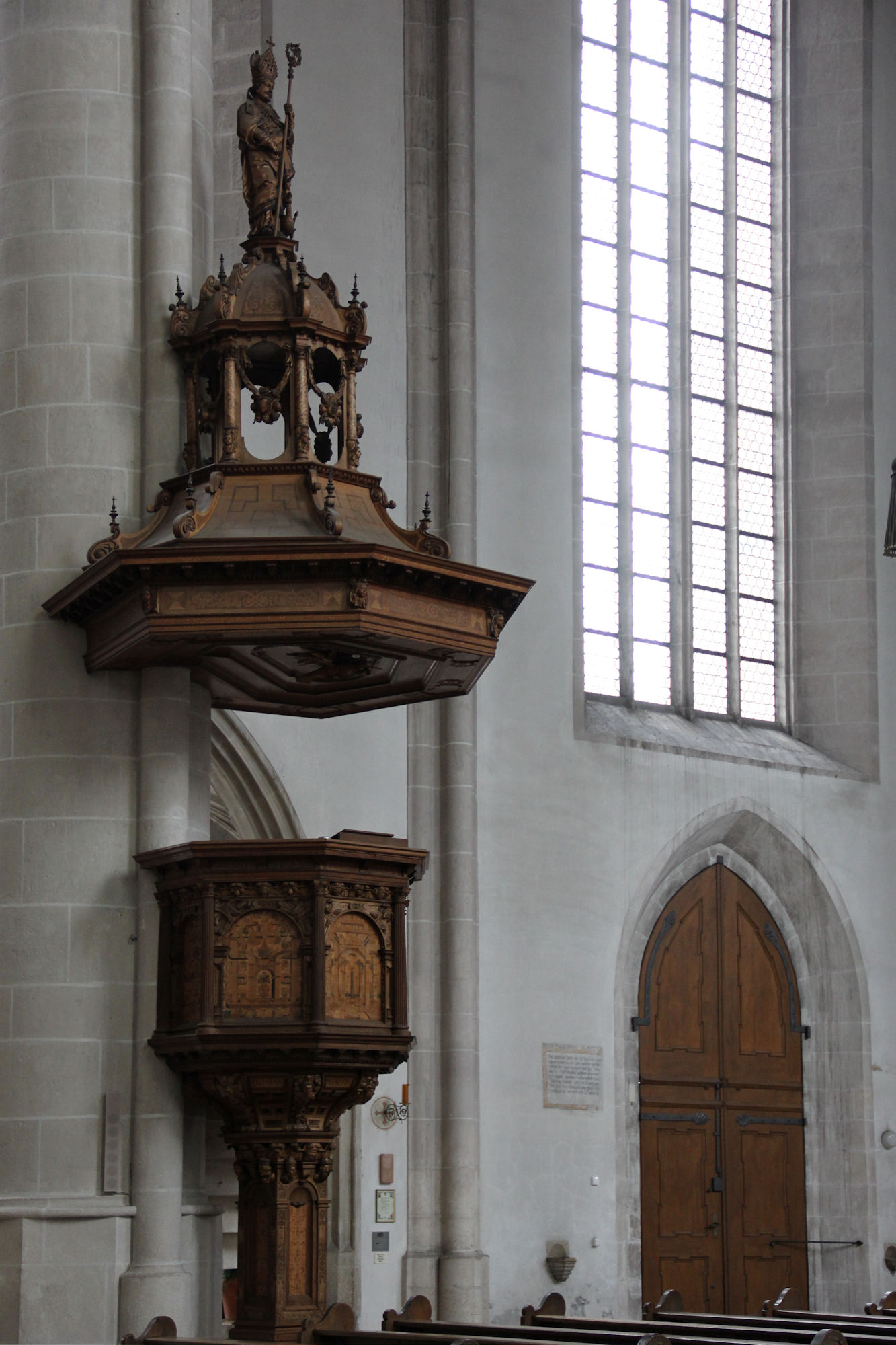
Кафедра
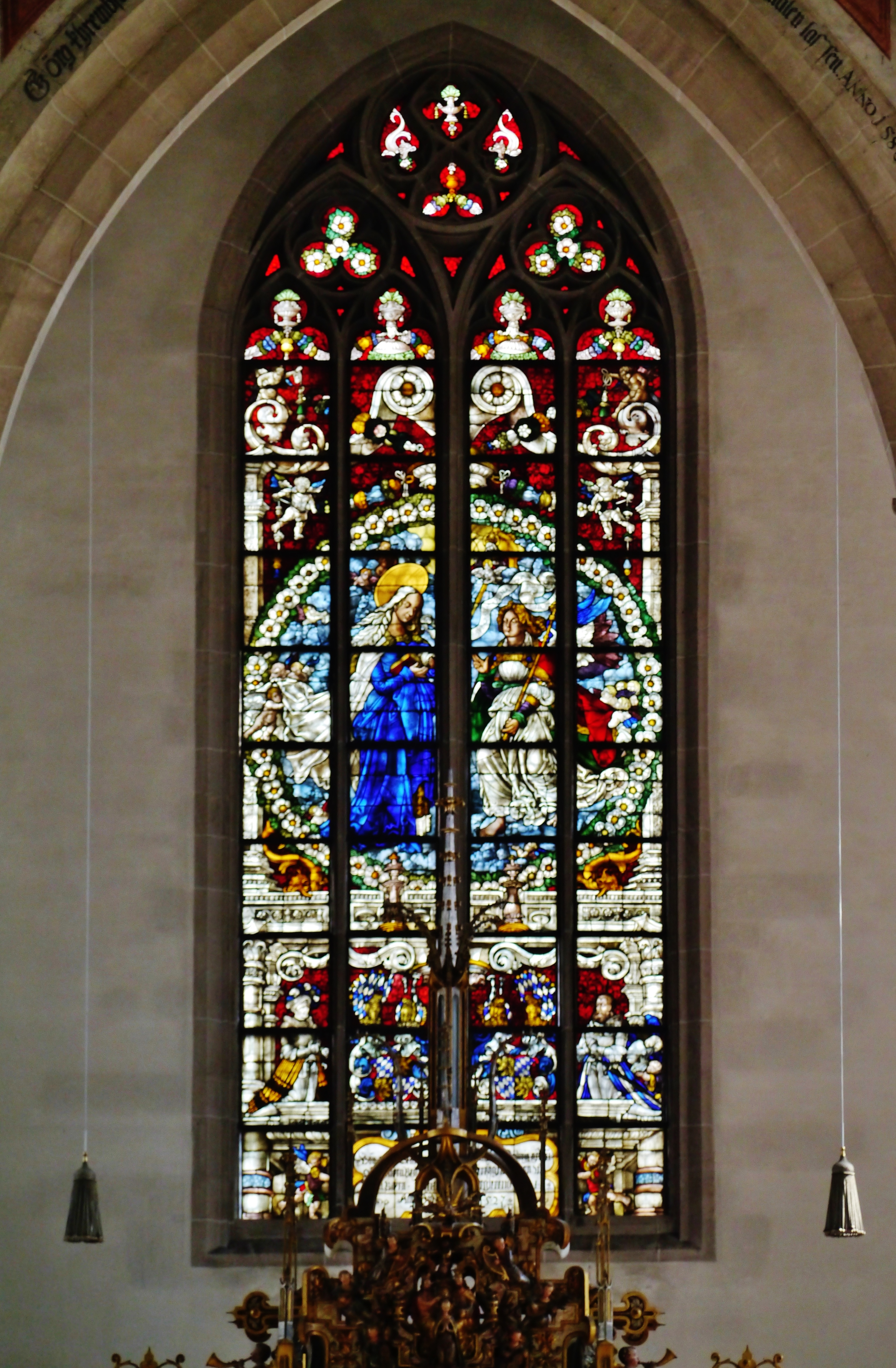
Витраж
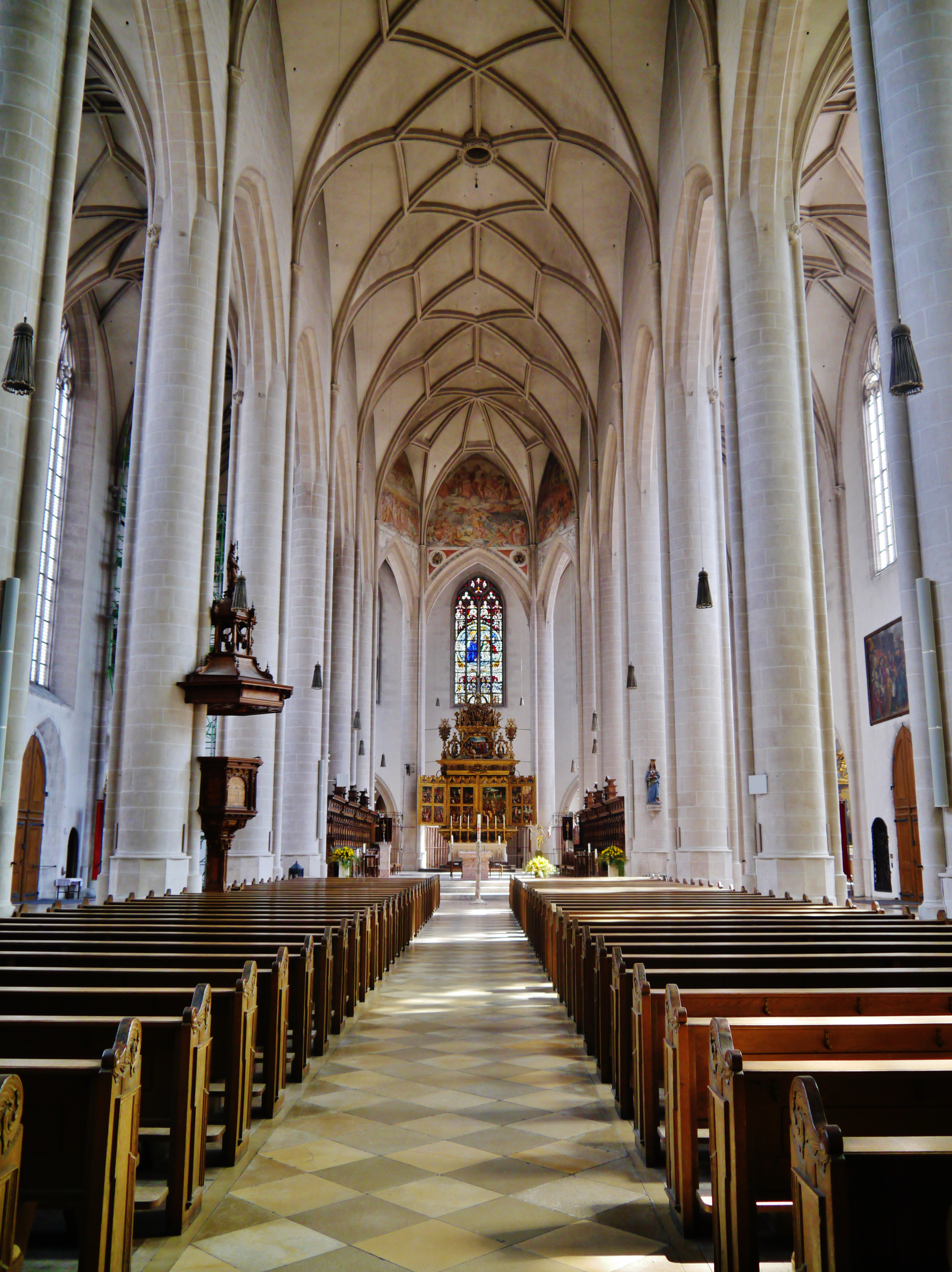
Интерьер церкви
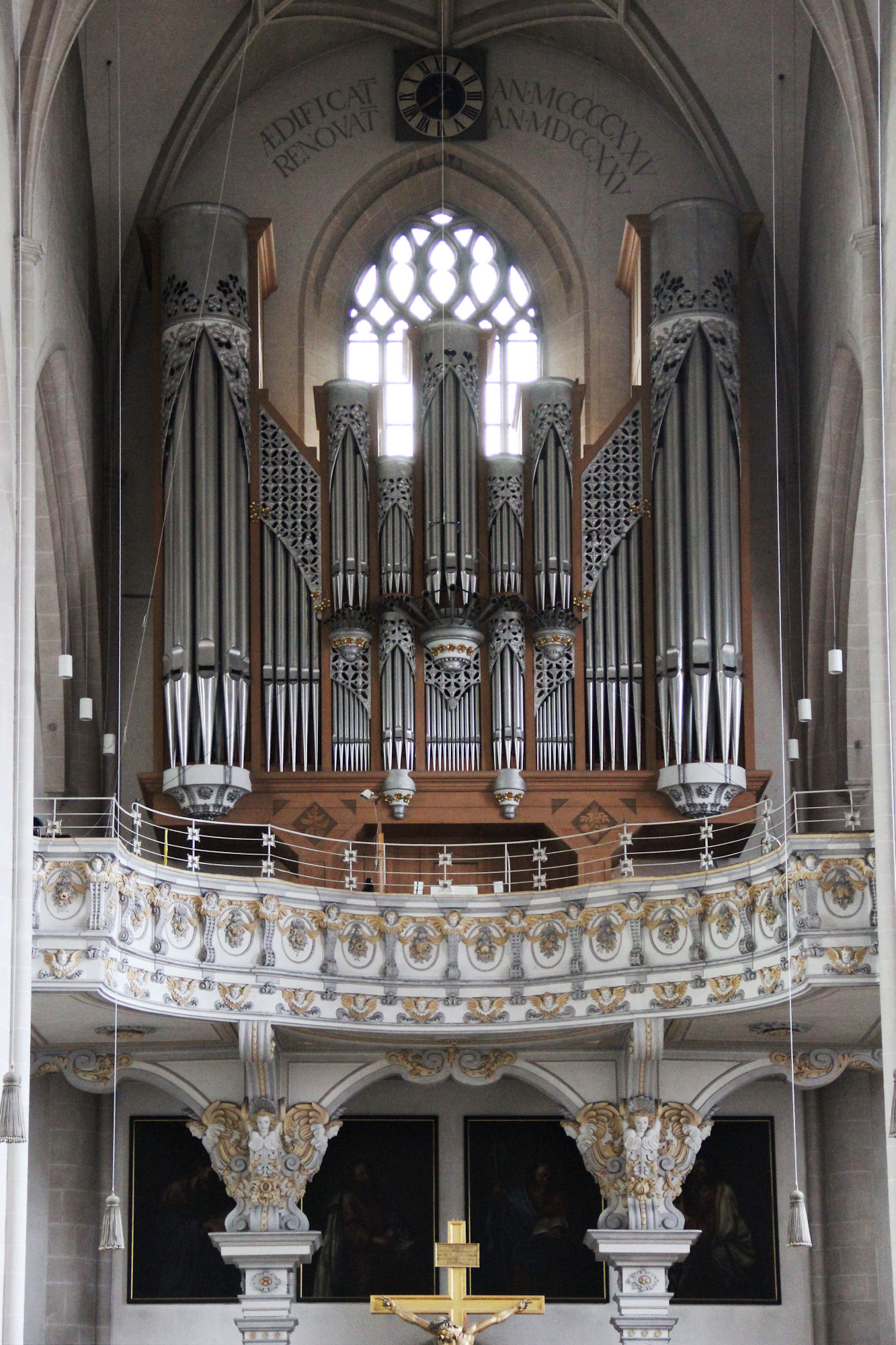
Орган
Главный алтарь

## Архитектура
XV—XVIII века стали периодом наивысшего расцвета церкви, о чём до сих пор свидетельствует главный ренессансный алтарь работы Ганса Милиха, возведённый в 1572 году по случаю столетия Ингольштадтского университета. Донатором его создания был герцог Баварии Альбрехт V, который изображён на центральной панели алтаря в бело-голубых цветах Баварии. Алтарь представляет собой богато декарированный ретабло с двойными боковыми створками, которые иллюстрируют праздники литургического года и различные евангельские сюжеты. Создание столь богато украшенного алтаря было задумано в духе Контрреформации в противовес проводившемуся ранее кальвинистскому иконоборчеству. Заднюю часть алтаря занимает картина «Спор Екатерины Александрийской с учёными». В церкви установлены ещё два алтаря, украшенных деревянными панелями с горельефом и росписью. На первом, посвященном Тайной вечере, изображены брак в Кане Галилейской, поклонение волхвов и Рождество Христово. На втором престоле изображено Успение Пресвятой Богородицы.
Интерес также представляют витражи в окнах деамбулатория рубежа XV—XVI веков, особенно витраж со сценой Благовещения Пресвятой Богородицы за главным алтарем, созданный мастером из Ландсхута Гансом Вертингером в 1527 году. В церкви находится чтимый образ Матерь Божия Трижды Предивная, являющейся копией 1570 года с иконы Дева Мария Снежная из римской базилики Санта-Мария-Маджоре. Неоготичесая дарохранительница была выполнена в 1861 году мюнхенским скульптором Ансельмом Зикингером по проекту Эдмунда Бейшлага из Айхштетта. Орган с 70 регистрами, 4 мануалами и педалью изготовлен в Бонне компанией «Johannes Klais Orgelbau» в 1977 году.
В Либфрауэнмюнстере похоронен полемист-богослов Иоганн Экк, противник реформы Мартина Лютера, который много лет был приходским священником церкви (1525—1525, 1532, 1538—1540). В храме также находится могила гуманиста и учёного Файта Амербаха.